# Фудбалски савез Брунеја
Фудбалски савез Брунеја (малајс. Persatuan Bolasepak Kebangsaan Negara Brunei Darussalam) (ФФБД) је највиша фудбалска организација Брунеја која се стара о организацији и развоју фудбалског спорта и о репрезентацији Брунеја.
Савез је основан 1956, члан ФИФА је од 1969, чланом АФК постаје 1970.